# Ksienija Konstantinowa
Ksienija Siemionowna Konstantinowa (ros. Ксения Семёновна Константинова, ur. 18 kwietnia 1925 we wsi Suchaja Łubna w rejonie lipieckim w obwodzie lipieckim, zm. 1 października 1943 k. wsi Szatiłowo w rejonie rudnianskim w obwodzie smoleńskim) – radziecka sanitariuszka, starszyna służby medycznej, odznaczona pośmiertnie Złotą Gwiazdą Bohatera Związku Radzieckiego (1944).

## Życiorys
Skończyła niepełną szkołę średnią i szkołę felczersko-akuszerską w Lipiecku, w 1943 służyła w Armii Czerwonej jako sanitariuszka. Została instruktorką sanitarną batalionu 730 pułku piechoty 204 Dywizji Piechoty 43 Armii Frontu Kalinińskiego w stopniu starszyny służby medycznej. Była kandydatką do WKP(b). 1 października 1943 wraz z batalionem znalazła się w okrążeniu wroga, opatrywała rannych żołnierzy; została ciężko ranna i schwytana przez Niemców, a po przesłuchaniu i pobiciu zamordowana. 4 czerwca 1944 pośmiertnie otrzymała tytuł Bohatera Związku Radzieckiego i Order Lenina. Jej imieniem nazwano plac w Lipiecku.